# Sammallahdenmäki
Sammallahdenmäki je pohřebiště z doby bronzové nedaleko finského městečka Lappi v provincii Satakunta. Stáří zdejších mohyl se odhaduje až na 3 000 let. Původně se Sammallahdenmäki nacházelo na březích Botnického zálivu, avšak časem moře ustoupilo a dnes je toto místo od moře několik kilometrů vzdáleno. Od roku 1996 součástí světového dědictví UNESCO.